# Коуту, Себастьян
Себастья́н Гимара́йнс Коуту (порт.-браз. Sebastião Guimarães Couto; 17 декабря 1908, Бананал — неизвестно), более известный под именем Тунга (порт.-браз. Tunga) — бразильский футболист, полузащитник.

## Карьера
Тунга свою футбольную карьеру начал в любительских командах. В 1932 году он перешёл в клуб «Палестра Италия», в котором дебютировал 1 мая во встрече с «Сирио». И в первый же год помог клубу выиграть чемпионат штата Сан-Паулу. 19 февраля 1933 года полузащитник забил первый мяч за клуб, поразив ворота Португезы Сантиста. В 1933, в 1934, затем в 1936 и в 1940 году футболист выигрывал титулы чемпиона штата. 28 сентября 1941 года Тунга провёл свой последний матч за «Палестру» с «Португезой». Всего за клуб он провёл 170 матчей и забил 9 голов, последний из них 18 июля 1937 года в ворота «Лузитану».
В составе сборной Бразилии Тунга дебютировал 19 января 1937 года в матче чемпионата Южной Америки с Перу, в котором его команда победила 3:2. На турнире футболист провёл все пять матчей группового этапа. В последней игре с хозяевами турнира, Аргентиной, бразильцы проиграла 0:1 и завоевали равное количество очков с соперниками. Был сыгран дополнительный матч, но Тунга уже на поле не вышел. Но и без него Бразилия во второй раз проиграла аргентинцам и завоевала только серебряные медали.

## Международная статистика
| Матчи Тунги за сборную Бразилии | Матчи Тунги за сборную Бразилии | Матчи Тунги за сборную Бразилии | Матчи Тунги за сборную Бразилии | Матчи Тунги за сборную Бразилии | Матчи Тунги за сборную Бразилии | Матчи Тунги за сборную Бразилии |
| ------------------------------- | ------------------------------- | ------------------------------- | ------------------------------- | ------------------------------- | ------------------------------- | ------------------------------- |
| №                               | Дата                            | Место проведения                | Оппонент                        | Счёт                            | Голы                            | Турнир                          |
| 1                               | 27 декабря 1936                 | Буэнос-Айрес                    | Перу                            | 3:2                             | —                               | Чемпионат Южной Америки         |
| 2                               | 3 января 1937                   | Буэнос-Айрес                    | Чили                            | 6:4                             | —                               | Чемпионат Южной Америки         |
| 3                               | 13 января 1937                  | Буэнос-Айрес                    | Парагвай                        | 5:0                             | —                               | Чемпионат Южной Америки         |
| 4                               | 19 января 1937                  | Буэнос-Айрес                    | Уругвай                         | 3:2                             | —                               | Чемпионат Южной Америки         |
| 5                               | 30 января 1937                  | Буэнос-Айрес                    | Аргентина                       | 0:1                             | —                               | Чемпионат Южной Америки         |

## Достижения
- Чемпион штата Сан-Паулу: 1932, 1933, 1934, 1936, 1940